# دوکینگ
دوکینگ (به انگلیسی: DOK-ING) یک شرکت خودروسازی کروات است، که در سال ۱۹۹۲ تأسیس شد.